# 大卫塔

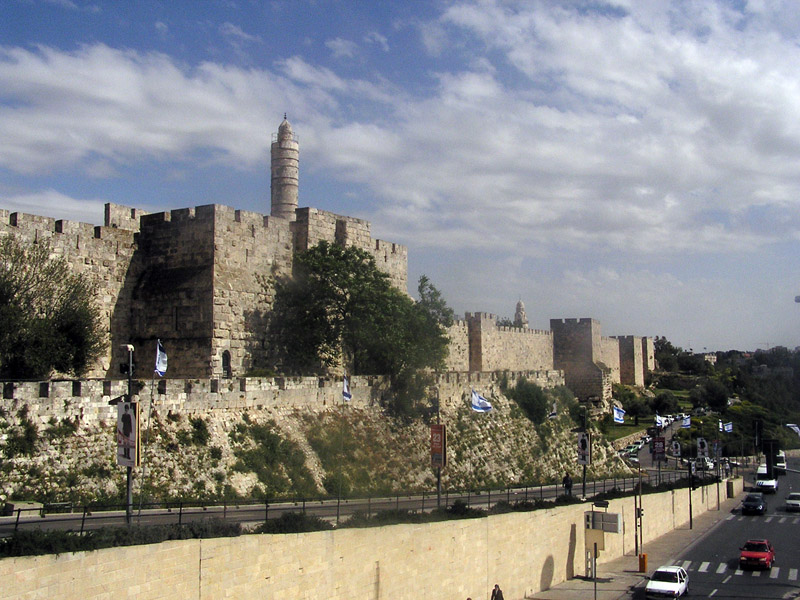
大卫塔

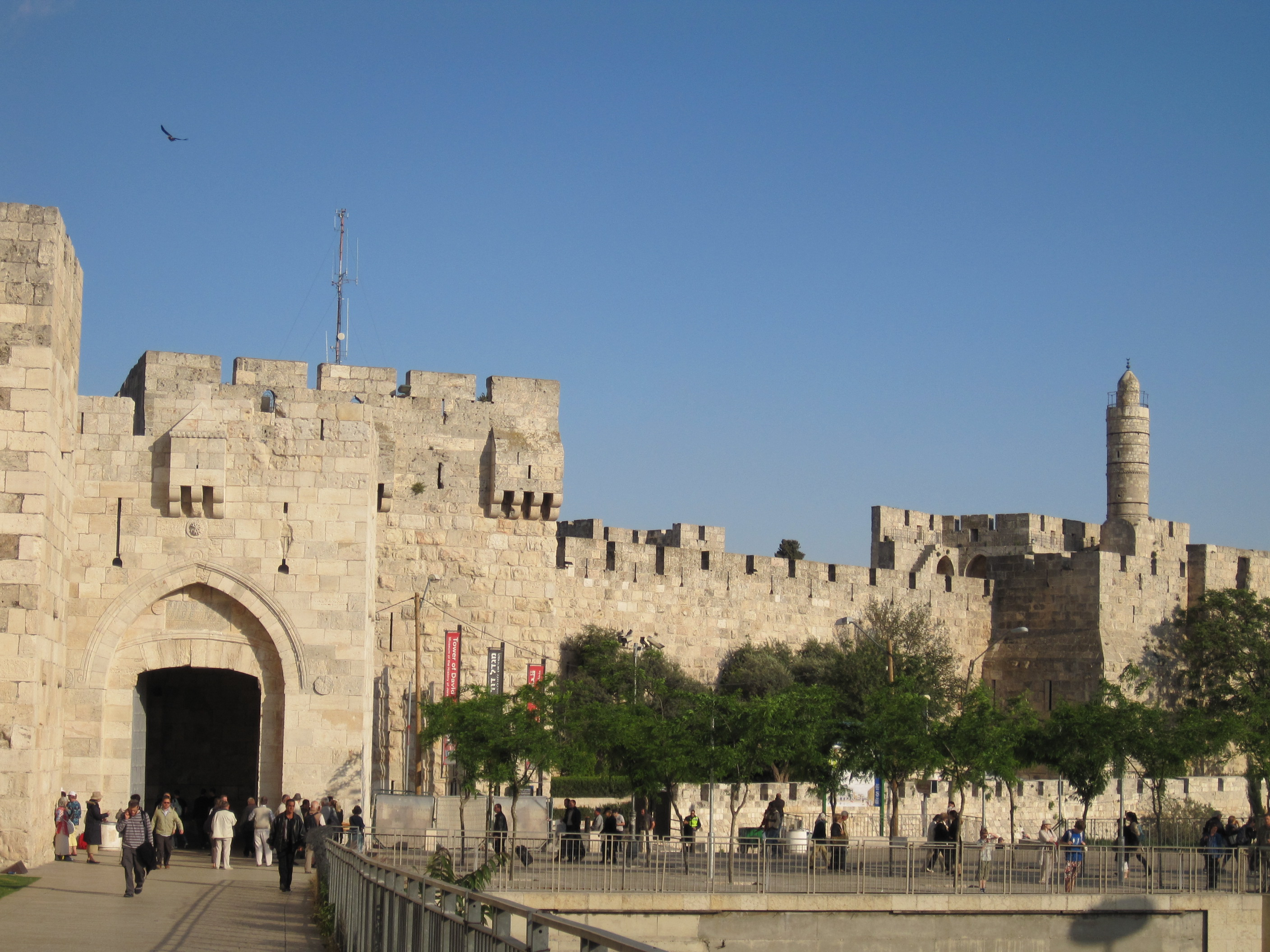
雅法门和大卫塔

大卫塔（希伯來語：מגדל דוד，Migdal David，Burj Daud）是一古老的城堡，靠近耶路撒冷老城的雅法门。

## 历史
大卫塔建于公元前2世纪，是为了加强耶路撒冷老城的战略薄弱点，后来曾多次被毁和重建，包括基督徒、穆斯林、马穆鲁克和奥斯曼帝国，耶路撒冷的征服者。它包含了重要的考古发现，可以追溯到2700多年前，是工艺展览、音乐会、声光表演的热门地点。
“大卫塔”的名称是由拜占庭基督徒命名，他们认为该地点是大衛王的宫殿。